# 德沃爾 (加利福尼亞州)
德沃爾（英語：Devore）是位於美國加利福尼亞州聖貝納迪諾縣的一個非建制地區。該地的面積和人口皆未知。

## 地理
德沃爾的座標為34°12′59″N 117°24′05″W / 34.21639°N 117.40139°W，而該地的平均海拔高度為770米（即2510英尺）。